# فيانويفا دي أفيلا
بلدية فيانويفا دي أفيلا (بالإسبانية: Villanueva de Ávila) هي بلدية تقع في مقاطعة آبلة التابعة لمنطقة قشتالة وليون وسط إسبانيا.

## الديموغرافيا
بلغ عدد سكان بلدية فيانويفا دي أفيلا 287 نسمة عام 2011 (وفقاً للمعهد الوطني للإحصاء الإسباني).
| 612 | 490 | 388 | 300 | 273 | 259 | 287 |